# Manuel Joaquim Norte Júnior

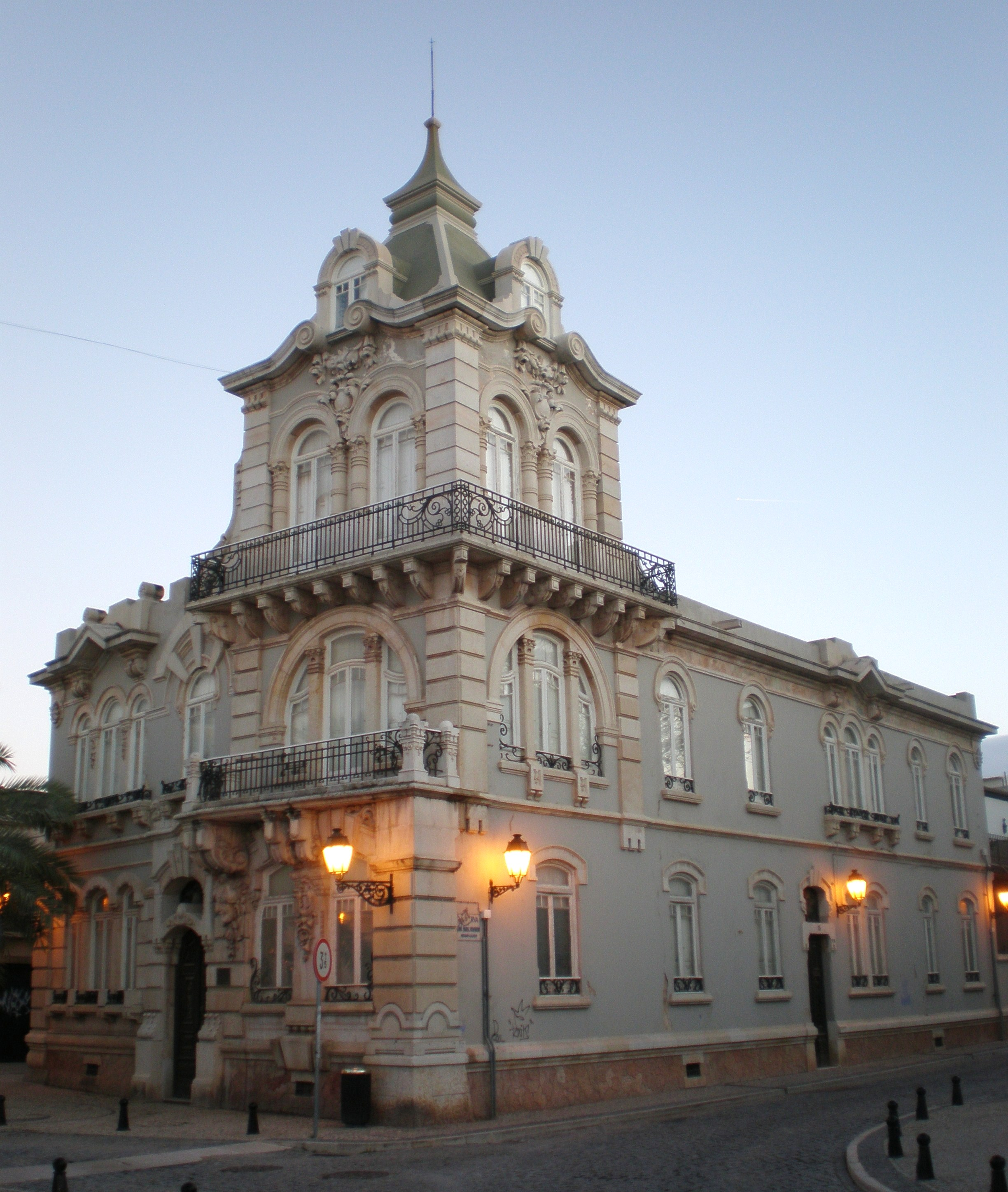
Palacete Belmarço, Faro

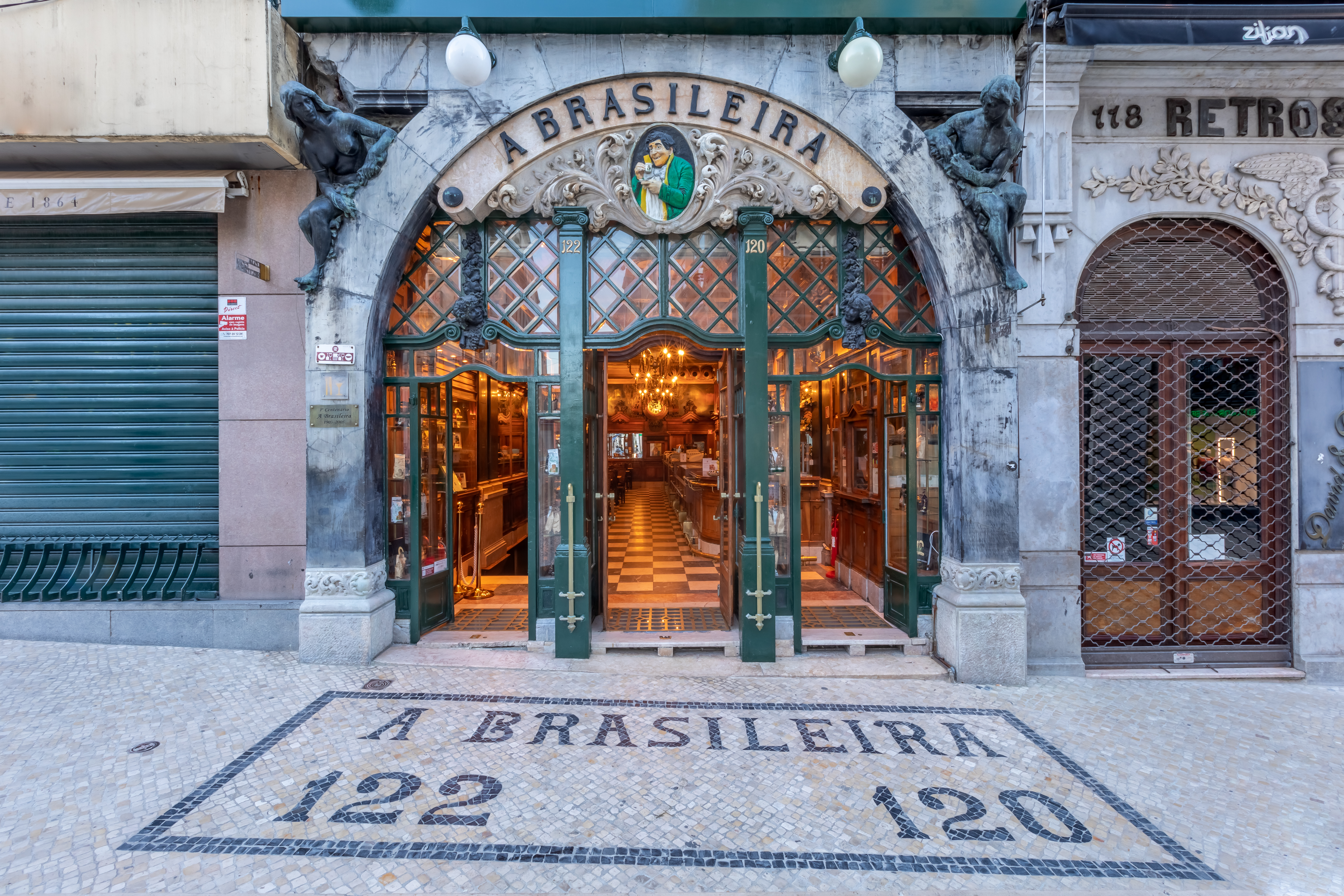
A Brasileira do Chiado, Lisboa

Manuel Joaquim Norte Júnior (Santa Engrácia, Lisboa, 24 de dezembro de 1878 – Santa Maria, Sintra, 11 de dezembro de 1962) foi um arquiteto português.

## Vida e Obra
Era filho do trabalhador Manuel Joaquim e de Maria Joaquina, ambos naturais de Faro (freguesia de Estoi).
Foi um dos mais ativos arquitetos do princípio do século. Em 1891 ingressou no curso preparatório da Escola de Belas Artes de Lisboa. Em 1900 termina o curso de Arquitetura Civil onde entretanto entrara e concorre a um lugar de pensionista do Estado no estrangeiro, com uma breve passagem (julho a outubro de 1903) na Escola de Belas-Artes de Paris e no atelier Pascal.
De regresso a Lisboa realiza a sua primeira grande obra: Casa - Atelier Malhoa, na Avenida 5 de Outubro, em Lisboa, que assinala a inauguração da sua notável participação na arquitetura das Avenidas Novas.
A 24 de junho de 1903, casou na igreja paroquial de Santa Engrácia, em Lisboa, com Mariana Rodrigues Godinho (Coração de Jesus, Lisboa, c. 1888), doméstica, filha de Teodolinda Amélia Rodrigues, natural da freguesia e concelho de Aldeia Galega do Ribatejo, atualmente denominada Montijo. Foi testemunha do casamento o arquiteto Rosendo Carvalheira.
Apesar de o seu icónico ateliê ser na Praça Ilha do Faial, em Lisboa, elege a vila de Sintra para viver, local onde deixa a sua assinatura em quase setenta obras.(Montoito & Mira, 2021).
Contemporâneo de outros grandes arquitetos, como o foram José Luís Monteiro (1848-1942), Nicola Bigaglia (1841-1908), Miguel Nogueira Júnior (1883-1953), Álvaro Machado (1874-1944) e Miguel Ventura Terra (1866-1919), parece ter beneficiado com a morte prematura deste último que lhe deixou a oportunidade de projetar um maior número de obras, sobretudo edifícios habitacionais e hoteia, passando igualmente em arranjos interiores de estabelecimentos comerciais. A sua ligação ao ideal republicano também parece ser um facto determinante na possibilidade de conceber o conjunto de obras que se lhe conhece.
Norte Júnior poderá ser considerado um arquiteto das Avenidas, não apenas pela grande quantidade de obras que fez nesse espaço da cidade, mas, igualmente, porque foi aí que concebeu as suas melhores obras. Estas subordinaram-se à estética historicista e eclética, expressa principalmente nos elementos decorativos das fachadas, dando importância ao geometrismo e luxo de alguns desses elementos, com noções de modernismo Arte Nova. É exemplo perfeito a pastelaria Versailles, no piso térreo, com o número 15 da avenida da República.
A arte de Norte Júnior estendeu-se à fachada d'A Brasileira, um dos grandes símbolos do Chiado, usando o luxo como marca distintiva do autor, presente nas estátuas que guardam a entrada do espaço, nas portas e nas elegantes grinaldas. A fachada da Joalharia do Carmo, também da autoria de Norte Júnior, destaca as colunas coríntias e ostenta um imponente brasão como marca distintiva: o escudo português sobre a cruz de Cristo está inserido num faustoso coração coroado de castelos e ladeado de gloriosas folhas de louro, onde impera o dourado, característico do espírito da época em que foi construído.
Como coordenador técnico em duas companhias promotoras de construção entreviu em planos de modernização da cidade; a companhia de Construção Predial e a Companhia de Crédito Edificadora. A primeira, suportada pelo banco Fonseca, Santos e Viana, não teve sucesso devido à falta de apoios financeiros. Apenas a Crédito Edificadora permitiu a Norte Júnior o desenvolvimento da sua arquitetura, de que é exemplo o Palacete do gaveto entre a avenida da República e a avenida de Berna, projetado para Amélia Pereira Leite.
Neste projeto, Norte Júnior resolve o gaveto da avenida da República com a avenida de Berna e concebe um palacete de três pisos, considerado por muitos como o palacete mais ostensivo nesta zona da cidade. Caracteriza-se pelo luxo do seu desenho, sendo coroado com uma cúpula dominante e ornamentado com elementos decorativos que lhe conferem um ecletismo, tanto no exterior como no interior. Os trabalhos de pedra, inspirados na Beaux-Arts e Arte Nova, são conjugados com detalhes decorativos em estuque, pinturas e vitrais, que lhe dão um toque britânico de conforto e luxo, num ambiente Arts and crafts.

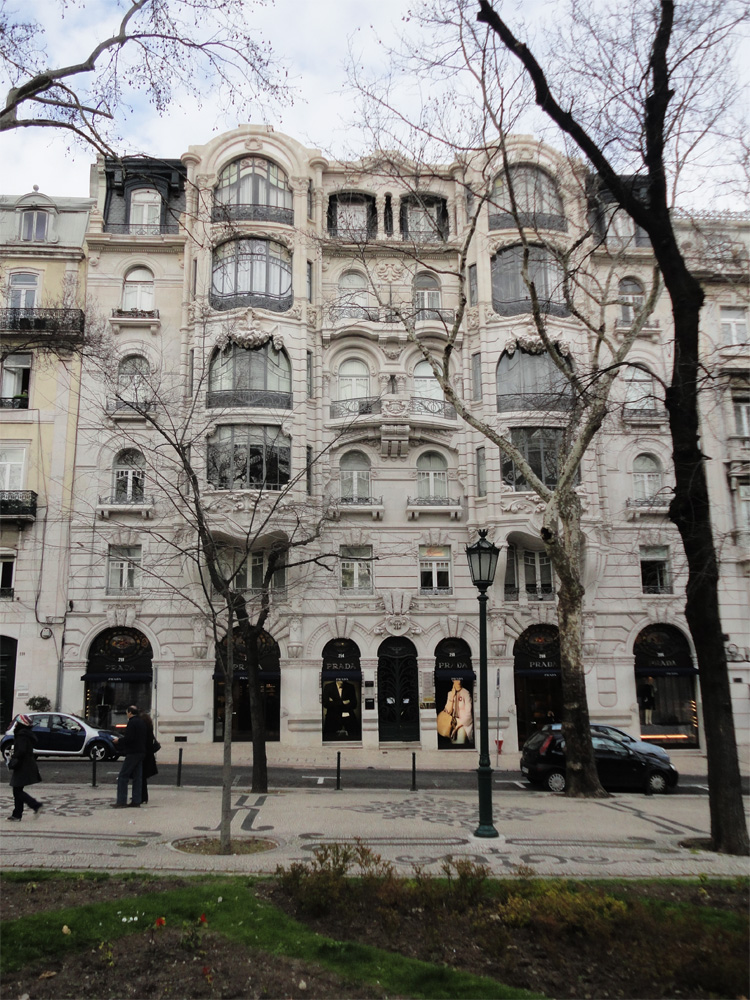
Edifício na Av. da Liberdade, 206-218, Lisboa

Arquiteto da Casa de Bragança, é também autor de vários projetos, entre os quais os da casa e atelier Malhoa, em Lisboa, o pavilhão D. Carlos no Buçaco, o Palace Hotel da Curia, o Grande Hotel do Monte Estoril, o Hotel Paris no Estoril e o Palácio Fialho em Faro.
Fez parte da Maçonaria.

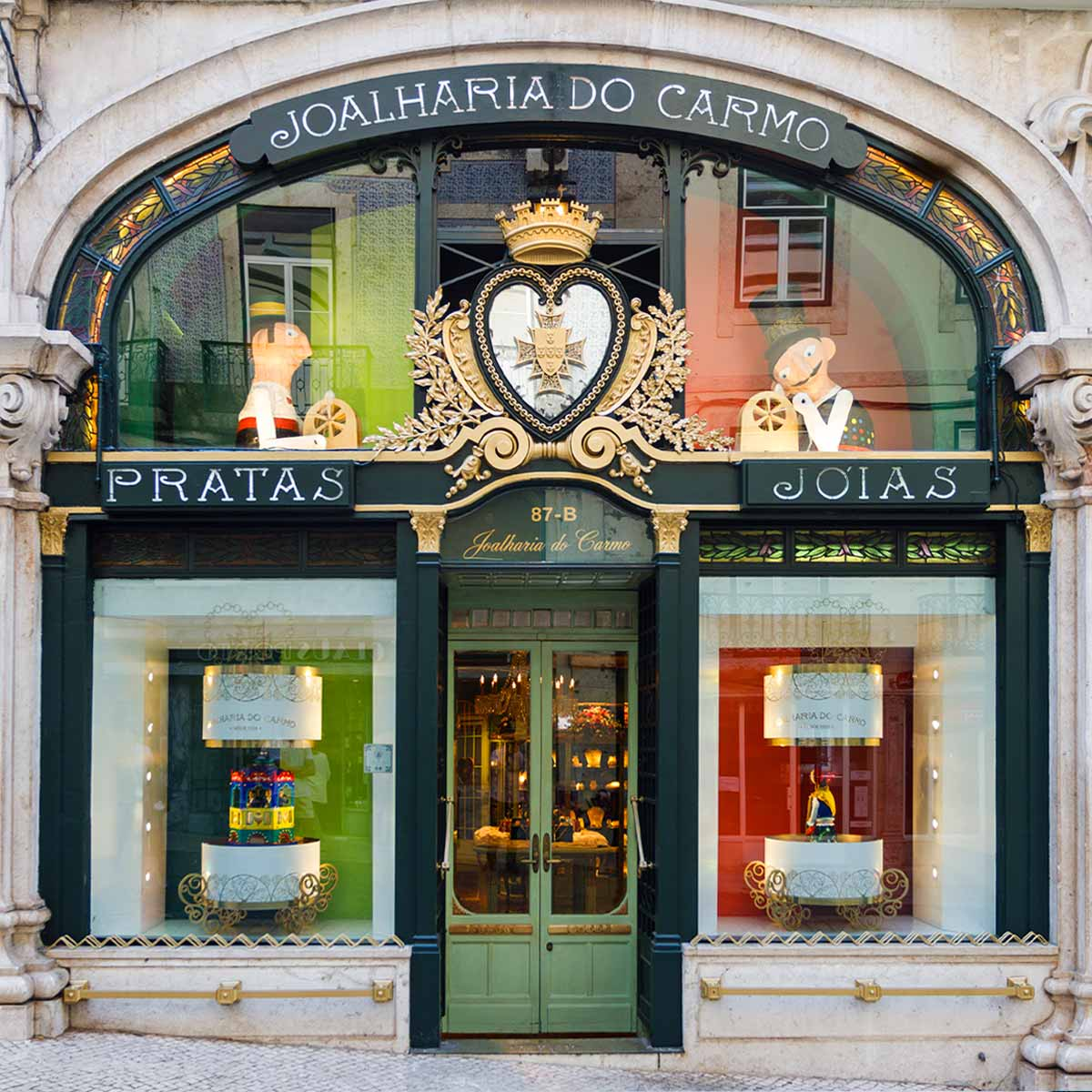
Joalharia do Carmo, Lisboa

A Sociedade A Voz do Operário em Lisboa e a Associação dos Empregados do Comércio em Lisboa, entre muitos outros edifícios e remodelações são também esboços deste importante arquiteto.
Em 1908 o industrial Agapito da Serra Fernandes toma a iniciativa da construção do bairro operário Estrela de Ouro, à Graça, onde vem inclusivamente a fixar residência na vivenda Rosalina, habitação localizada neste mesmo bairro, edificado sob o risco de Manuel Joaquim Norte Júnior.
O Palacete Villa Sousa, na Alameda das Linhas de Torres, n.º 22, em Lisboa, integrado num grande jardim, delimitado por muro com gradeamento, a definir gaveto, foi mandado edificar por iniciativa de José Carreira de Sousa, com projeto de Manuel Joaquim Norte Júnior. O início da sua construção data de 1911, tendo sido distinguido com o Prémio Valmor de 1912. Os membros do júri consideraram a Villa Sousa: (…) a mais bella casa edificada na cidade de Lisboa no anno de 1912. Traduzindo uma arquitetura civil residencial eclética, destacava-se pela harmonia de proporções e elegância do seu torreão, pelo trabalho escultórico das cantarias, assim como pelo recurso frequente ao arco pleno e aos colunelos, característico da obra de Norte Júnior. Objeto de obras de transformação, ao longo do tempo, esteve para ser demolido, encontrando-se atualmente em ruínas, mantendo apenas a fachada e algumas paredes.

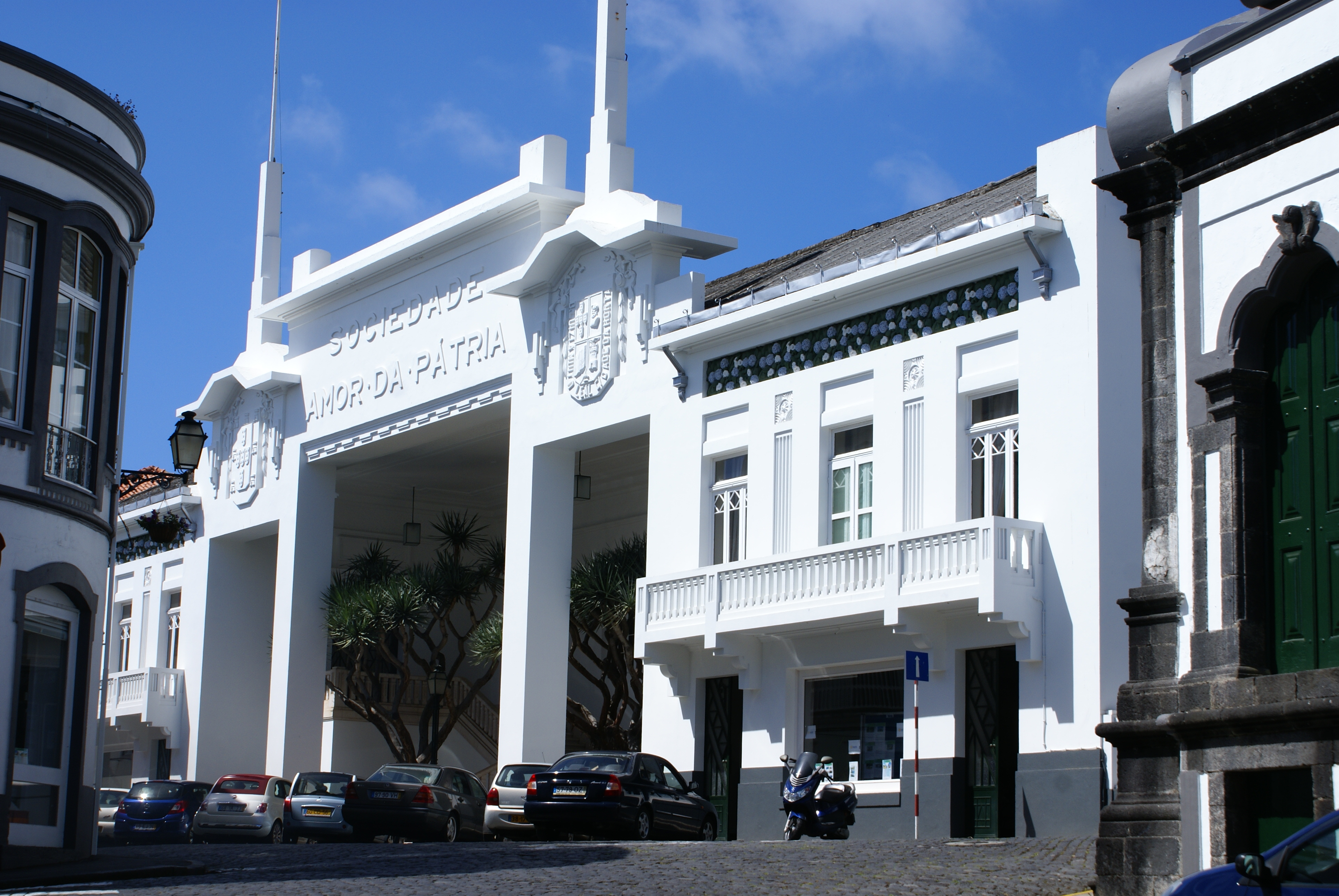
Edifício da Sociedade Amor da Pátria, Horta, 1934

A atual sede da Sociedade Amor da Pátria, estilo Art Deco, um projeto também da autoria do arquiteto Manuel Joaquim Norte Júnior, foi inaugurada a 30 de junho de 1934 e embeleza com a sua originalidade e a sua sumptuosidade a cidade da Horta que a abriga. Com justiça, em 1984, foi classificada como "Imóvel de Interesse Público". 
Morreu a 11 de dezembro de 1962, na freguesia de Santa Maria, em Sintra.

## Obras
Destacam-se entre os seus projetos arquitetónicos, os seguintes:
- Casa Malhoa, Lisboa. Prémio Valmor de 1905.[8]
- Edifício na Avenida da República, n.º 36. Menção Honrosa do Prémio Valmor de 1908.[8]
- Villa Sousa, Alameda das Linhas de Torres, n.º 22, Lisboa. Prémio Valmor de 1912.[9]
- Moradia na Praça Duque de Saldanha, n.º 12. Menção Honrosa do Prémio Valmor de 1912.[9]
- Palacete Belmarço, Faro, 1912 ou 1917.
- Fontes Pereira de Melo, 28-28A, Lisboa. Prémio Valmor de 1914.[9]
- Edifício na Avenida da Liberdade, n.º 206 a 218, Lisboa. Prémio Valmor de 1915.[9]
- Palácio Fialho, Faro, 1915-25.
- Edifício Abel Pereira da Fonseca, Lisboa, 1917
- Edifício do Crédito Predial Português, Lisboa
- Casino de Sintra, 1923.
- A Brasileira do Chiado, Lisboa, 1923.
- Joalharia do Carmo, Lisboa, 1925.
- Palace Hotel da Curia, Curia, 1926.
- Pensão Tivoli, Lisboa. Prémio Valmor de 1927.[10]
- Antigo Edifício da Escola António Arroio, Lisboa, 1928.
- Café Nicola, Lisboa, 1929.
- Palacete Guerreirinho, Faro, 1936.
- Teatro Variedades, Lisboa.
- Royal Cine, Lisboa.
- Edifício da Sociedade Amor da Pátria, Horta, 1934.
- Edifício no final da Avenida Almirante Reis, n.º 229, Lisboa, 1941.
- Edifício na Alameda Dom Afonso Henriques, n.º 82, Lisboa, 1946.
- Edifício no final da Rua de Dona Estefânia, n.º 193, Lisboa, década de 1940.
- Edifício na Avenida Praia da Vitória, n.º 6, década de 1940.
- Cocheiras de Santos Jorge, Estoril.
- Edifício na Avenida Barbosa du Bocage, n.º 109, década de 1930